# Iniciativa Transahariana de Lucha contra el Terrorismo
La Iniciativa Transahariana de Lucha contra el Terrorismo (en inglés: Trans-Sahara Counter-Terrorism Initiative [TSCTI]) es un programa del gobierno de los Estados Unidos que implica a diversas agencias, diseñado oficialmente para ayudar a desarrollar las fuerzas de seguridad de distintos países del área transahariana con el objetivo declarado de combatir el terrorismo y controlar sus propias fronteras.
El programa es continuación de la Iniciativa Pan Sahel, oficialmente conluida en 2004, que se centró en Malí, Mauritania, Níger y Chad y que el TSCTI amplió para incluir Argelia, Marruecos, Túnez, Senegal, Ghana, y Nigeria. Se encuentra a cargo del EUCOM (Comando Europeo de los Estados Unidos), aunque el presidente George W. Bush anunció en febrero de 2007 que, a partir de septiembre de ese año, se crearía un nuevo comando de Estados Unidos, el AFRICOM (Comando África de Estados Unidos) para llevar adelante los proyectos intergubernamentales de las distintas agencias en África.
Las actividades militares se encuadrarán dentro del proyecto Operación Libertad Duradera - Trans Sahara (Operation Enduring Freedom - Trans Sahara). El Congreso de los Estados Unidos aprobó un presupuesto de 500 millones de dólares para el proyecto a fin de apoyar las acciones contraterroristas de estos países, en especial en la lucha contra Al Qaeda y, en especial, Al Qaeda del Magreb Islámico.